# Body Void
Body Void ist eine 2014 gegründete Sludge-Band.

## Geschichte
Eddy Holgerson und Willow C. Ryan gründeten Body Void als Devoid im Frühjahr 2014, änderten jedoch den Bandnamen 2016 in Body Void mit dem Wissen um andere Gruppen gleichen Namens, um Verwechslungen vorzubeugen und sich Einzigartigkeit zu bewahren. Vor der Umbenennung spielte das Projekt in der Triobesetzung mit dem Bassisten Parker Ryan Demos ein, die Devoid im Selbstverlag veröffentlichte. Nach der Umbenennung in Body Void erschien im Jahr 2016 das Debüt Ruins als MC über Transylvanian Tapes, sowie als LP über Crown & Throne Ltd. und Dry Cough Records. Das von Tod und Hoffnungslosigkeit handelnde Album wurde binnen zwei Monaten in den Earhammer Studios eingespielt und abgemischt. Produzierend begleitet wurde die Aufnahme von dem Studiobetreiber sowie Brainoil-Sänger und -Bassisten Greg Wilkinson. Anschließend wurde das Album von Brad Boatright im Studio Audiosiege gemastert. Ruins wurde als eine lohnende „musikalische Herausforderung“ beurteilt, dabei sei das Album als Debüt ein „enormer Maßstab“ der besonders „heavy und schmutzig“ wirke.
Die auf die Veröffentlichung folgenden Jahre arbeitete Body Void fortwährend am Songwriting. Aus der Erfahrung des Aufnahmeprozess des Debüts plante Body Void, das zweite Album „heavier und brutaler“ wirken zu lassen. Das Album I Live Inside a Burning House wurde unter den gleichen Bedingungen aufgenommen und gemastert wie das Debüt. Dabei nahm der Aufnahmeprozess einige Monate mehr in Anspruch. I Live Inside a Burning House erschien 2018 über Crown & Throne Ltd., Dry Cough Record und Seeing Red Records. Das Album wurde in der Resonanz als emotionaler Ausdruck der bestimmenden Themen hoch gelobt. Das Album sei zwar „ohne Freude“, jedoch „merkwürdig hoffnungsvoll“ sowie „genial, sofern man es denn schafft, sich mental auf diesen Kahlschlag einzulassen.“ Eine Veröffentlichung, die „auf musikalischer und emotionaler Ebene mit Kraft und Authentizität“ punkten könne. Entsprechend sei I Live Inside a Burning House von Body Void „großartig“, „essentiell“ und eine „viel größere, urgewaltigere, längere und bessere Veröffentlichung als ihr Debüt“.
Auf die im September 2018 aufgenommene und im März 2019 veröffentlichte EP You Will Know the Fear You Forced upon Us blieb die Resonanz positiv. Die EP sei eine gelungene Absage an Faschisten und Neonazis in der Metal-Szene sowie in der Gesellschaft insgesamt. Die wütende Intensität über den gesamten Zeitraum aufrechtzuerhalten und dabei interessant zu bleiben sei eine beeindruckende Leistung. Das Einlassen auf die Musik, trotz der schweren Zugänglichkeit, würde „grandios“ belohnt. Auf die EP folgend kam es zu einer Kooperation zwischen Body Void und Keeper in Form eines wenig rezensierten Split-Albums. Aufbauend initiierte Ryan mit Jacob Lee und Keeper das Funeral-Doom-Projekt Hellish Form im Jahr 2020 als Reaktion auf die Bedingungen der COVID-19-Pandemie. Die Schutzbestimmungen behinderten Tätigkeiten mit den musikalischen Hauptprojekten und gaben den weit entfernt voneinander lebenden Musikern die Option, das bereits lang angedachte gemeinsame Projekt anzugehen. Trotz des weiteren Projektes und der Beschränkungen durch die Schutzmaßnahmen arbeitete Body Void weiteres Songmaterial aus. Als Duo nahm die Band im Juni 2020 in Manchester (New Hampshire), unter der Begleitung von Eric Sauter das Album Bury Me Beneath this Rotting Earth auf. Dies wurde im April 2021 über Prosthetic Records veröffentlicht und international durchschnittlich bis positiv rezipiert. Das Album sei „wenig spannend, aber insgesamt konsequent abgefuckt und mit mehreren feinen Prisen künstlerischem Anspruch garniert.“ Dabei wurde es als „spitzzüngiger, energischer und saurer […] als alles, was sie bisher geboten haben“ gelobt. Entsprechend sei das Album der „perfekte Ausdruck“ der Gegenwart, „eine Zeit, in der wirklich niemand eine große Zukunft besitzt“. Dabei gilt die Zielgruppe von Bury Me Beneath this Rotting Earth als begrenzt und die Veröffentlichung „[s]chwere Kost“.

„Es wird Krachfans geben, die begeistert sind - die Mehrheit, coolem Cover und Thema zum Trotz, eher weniger.“

Weiter wurde bemängelt, dass die Veröffentlichung zwar von hoher Qualität sei, jedoch in der eigenen stilistischen Limitierung „im Vergleich zu Szene-Königen wie Primitive Man oder Thou weder neues, noch geniales“ bieten könne.

## Inhalt
Body Void ist nicht als Konzeptband angelegt, dient jedoch den Bandmitgliedern als Möglichkeit zum persönlichen Ausdruck. Das Werk der Band besitzt darüber bestimmte Kerntopoi, die Willow C. Ryan auf den Begriff der Transformation reduziert. Anfänglich bezogen auf die physische, später auf eine gesellschaftliche sowie eine ökologische Transformation bezogen. Als zentrales Thema der ersten Alben benannte Ryan persönliche Erfahrungen und Betrachtungen mit dem Schwerpunkt auf „psychische Erkrankungen, Traumata und Geschlechtsidentitätsstörung“, während Ruins sich dem Komplex mit dem Bezug zum Tod und einem Tenor aus Hoffnungslosigkeit und Lethargie nähert, versteht Ryan I Live Inside a Burning House als Reaktion und Antwort auf den das Debüt tragende Fatalismus. Gegenüber der Hoffnungslosigkeit auf dem Debüt seien die Texte auf I Live Inside a Burning House mehr daran interessiert zu erforschen, was es bedeutet, mit einer psychischen Erkrankung, Traumata und besonders einer Geschlechtsidentitätsstörung zu leben. Die Aktivität mit Body Void beschrieb Ryan dabei als Katharsis und persönlichen Exorzismus. Nach dem zweiten Album wurden die Texte von Body Void jedoch politischer. Ryan war bestrebt, persönliche Themen globaleren Problemen unterzuordnen.

„Part of that was just Donald Trump becoming president and fascism becoming a global force again. But I think at a certain point the band became less of a pressure valve for anxiety like it had been in the early days. To keep going in that direction would’ve felt like playing to an image or something rather than exploring what we really cared about, so it was just a natural shift.“

„Zum Teil lag es einfach daran, dass Donald Trump Präsident wurde und Faschismus sich erneut zu einer weltweiten Bedrohung entwickelte. Aber ich denke, dass ab irgendeinem Punkt die Band nicht mehr wie in den Anfangszeiten ein Ventil für meine Ängste war. Damit weiterzumachen hätte sich eher wie eine künstliche Darstellung angefühlt als ein echter Ausdruck der Dinge die uns beschäftigten. Entsprechend war es eine natürliche Entwicklung.“

Der inhaltliche Wandel wurde über die EP You Will Know the Fear You Forced upon Us vollzogen. Die EP griff das vorherige Kernthema Geschlechtsidentitätsstörung auf, gab diesem jedoch mit der Betrachtung der damit verbundenen Ängste  vor Marginalisierung, gesellschaftlicher Repression und sozialer Anfeindungen eine weitere Facette, die auf weitere „unterrepräsentierte und erniedrigte Gruppen wie Frauen, People of Color, Migranten und die LGBTQIA+-Community“ übertragbar sein sollte. Mit You Will Know the Fear You Forced upon Us wendete Body Void so den ausgedrückten Schmerz und alltäglichen Kampf mit der eigenen Existenz vorheriger Veröffentlichungen und richtete diese gegen Faschisten und Neonazis, die das Leben für die Opfer gruppenbezogener Menschenfeindlichkeit unsicher machen. Entsprechend dieser Idee verband Ryan die EP mit dem Rat, sich lokalen antifaschistischen Gruppen oder Organisationen anzuschließen oder diese zu unterstützen. Mit Bury Me Beneath this Rotting Earth erweiterte Body Void den Themenkomplex um ökologische Aspekte wie den Klimawandel und Umweltverschmutzung aus einer individuellen Sicht heraus.

## Stil
Die von Body Void gespielte Musik wird zumeist dem Sludge zugerechnet. Dieser sei derweil von Crust Punk, Black Metal und Drone Doom beeinflusst. Die Musik ist überwiegend langsam in der Folge des Sludge als „ausblutende Slo Motion der hässlichen Genre-Kultur voller zähflüssiger Rhythmen und Zeitlupen-Riffs“ gehalten. Der Klang wird als „reduziert, radikal dissonant und feedbackend“ beurteilt, derweil über gelegentliche Tempo-Versatzstücke Dynamik entsteht. Als Basis der Musik wird ein „mühsame[s], monumentale[s] Riffing“ ausgemacht, während gelegentliche Tempoausbrüche und Synthesizer sich dem Ausdruck und Klang fügen. Der Gesang bestünde indes aus „schwerfällig, langgezogen, […] leicht screamigen, black-deathigen angeheiserten Growls.“

„Was Body Void […] macht, lässt sich an einem einzigen Song festmachen. ‚Trauma Creature‘, mit gut 16 Minuten relativ übersichtlich gehalten, schwingt sich von gemächlich zähen Passagen mit Drone-artigen Feedbackschleifen und unwahrscheinlich spitzen, schmerzverzerrten Schreien zu urplötzlichen Mini-Explosionen mit angedeutetem Blast-Wahnsinn, der wiederum in Psychoterror und durch den Fleischwolf gedrehten Gitarren mündet.“

## Diskografie
- 2014: I (Demo, Selbstverlag)
- 2015: Patriarch Scum (Single, Selbstverlag)
- 2015: II (Demo, Selbstverlag)
- 2016: Ruins (Album, Transylvanian Tapes)
- 2018: I Live Inside a Burning House (Album, Seeing Red Records/Dry Cough Records/Crown & Throne Ltd.)
- 2019: You Will Know the Fear You Forced upon Us (EP, Seeing Red Records/Dry Cough Records)
- 2020: Body Void / Keeper (Split-Album mit Keeper, Roman Numeral Records/Tridroid Records)
- 2021: Bury Me Beneath this Rotting Earth (Album, Prosthetic Records/Tridroid Records)
- 2023: Atrocity Machine (Album, Prosthetic Records)